# بعثة الأمم المتحدة المتكاملة للمساعدة الانتقالية في السودان
بعثة الأمم المتحدة المتكاملة للمساعدة الانتقالية في السودان (UNITAMS) أو يونيتامس هي إحدى البعثات الخاصة للأمم المتحدة لمساعدة السودان في دعم الانتقال من الدكتاتورية إلى الحكم الديمقراطي.
ووافق مجلس الأمن الدولي على العملية عام 2020 بموجب القرار 2524 بناء على طلب الحكومة الانتقالية المدنية التي حكمت البلاد. وتحل هذه العملية محل العملية العسكرية السابقة يوناميد، وهي تعاون بين الأمم المتحدة والاتحاد الأفريقي، والتي انتهت في 31 ديسمبر 2020.
منتصف 2023 طالب عبد الفتاح البرهان بإقالة رئيس يونيتامس فولكر بيرثيس. وفي نوفمبر/تشرين الثاني، طلبت الحكومة السودانية إنهاء المهمة. وافق مجلس الأمن التابع للأمم المتحدة على إنهاء المهمة بحلول 3 ديسمبر 2023، بأغلبية 14 صوتًا مؤيدًا وامتناع عضو واحد عن التصويت، مع فترة انسحاب لاحقة مدتها ثلاثة أشهر.